# Bârsa (Olt)
Bârsa (i dens øvre løb også: Bârsa Groșetului, tysk: Burzen) er en venstre biflod til floden Olt i Rumænien. Den løber ud i Olt nær Feldioara. Dens udspring er i Făgăraș-bjergene. Da flere bifloder også har navnet Bârsa, bliver flodens hovedløb ofte omtalt som Bârsa Mare for at skelne mellem dem. Floden Ghimbășel, tidligere en direkte biflod til Olt, blev omdirigeret mod Bârsa. Den er 73 km lang og dens afvandingsområde er 937 km2.